# サッカーカザフスタン女子代表
サッカーカザフスタン女子代表（サッカーカザフスタンじょしだいひょう）は、カザフスタンサッカー連盟(FSK)によって編成されるサッカーのナショナルチーム。旧ソ連からの独立（1991年9月1日）後、2001年までアジアサッカー連盟(AFC)に加盟。2002年に欧州サッカー連盟(UEFA)へ転籍した。
女子ワールドカップ、オリンピックともに出場はない。

## ワールドカップの成績
（代表結成後）
- 1995 - 不参加
- 1999 - 予選敗退
- 2003 - 不参加
- 2007 - 不参加※
- 2011 - 予選敗退

※2007年大会の予選そのものには参加していたものの、同予選ではカザフスタンは下位カテゴリ所属（この年に出場権を得られる可能性はない）であった。詳細は2007 FIFA女子ワールドカップ・ヨーロッパ予選を参照。

## オリンピックの成績
（代表結成後）
- 1996 - 不参加
- 2000 - 予選敗退
- 2004 - 不参加
- 2008 - 不参加
- 2012 - 予選敗退

## AFC女子アジアカップの成績
（代表結成後）
- 1993 - 不参加
- 1995 - 1次リーグ敗退
- 1997 - 1次リーグ敗退
- 1999 - 1次リーグ敗退
- 2001 - 不参加

## UEFA欧州女子選手権の成績
- 2005 - 不参加
- 2009 - 予選敗退
- 2013 - 予選敗退

## FIFAランキング
- 2003年から公表。現在は原則として3ヶ月ごとに発表される

（参考:FIFA女子ランキング）
| 発表年月日     | 順位 | 変動 | UEFA内 ランク | 変動 |
| -------------- | ---- | ---- | ------------- | ---- |
| 2003年7月16日  | 60位 | --   | 31位          | --   |
| 2003年8月29日  | 61位 | ↓    | 31位          | →    |
| 2003年10月24日 | 61位 | →    | 31位          | →    |
| 2003年12月15日 | 61位 | →    | 31位          | →    |
| 2004年3月15日  | 61位 | →    | 31位          | →    |
| 2004年6月7日   | 61位 | →    | 31位          | →    |
| 2004年8月30日  | 61位 | →    | 31位          | →    |
| 2004年12月20日 | 64位 | ↓    | 33位          | ↓    |
| 2005年3月25日  | 64位 | →    | 33位          | →    |
| 2005年6月24日  | 63位 | ↑    | 33位          | →    |
| 2005年9月16日  | 65位 | ↓    | 33位          | →    |
| 2005年12月21日 | 63位 | ↑    | 33位          | →    |
| 2006年3月17日  | 64位 | ↓    | 33位          | →    |
| 2006年5月19日  | 68位 | ↓    | 35位          | ↓    |
| 2006年9月15日  | 64位 | ↑    | 34位          | ↑    |
| 2006年12月22日 | 67位 | ↓    | 34位          | →    |
| 2007年3月16日  | 69位 | ↓    | 34位          | →    |
| 2007年6月15日  | 67位 | ↑    | 34位          | →    |
| 2007年10月5日  | 67位 | →    | 34位          | →    |
| 2007年12月21日 | 65位 | ↑    | 34位          | →    |
| 2008年3月21日  | 65位 | →    | 34位          | →    |
| 2008年6月6日   | 63位 | ↑    | 34位          | →    |
| 2008年9月5日   | 59位 | ↑    | 32位          | ↑    |
| 2008年12月19日 | 62位 | ↓    | 33位          | ↓    |
| 2009年3月27日  | 58位 | ↑    | 33位          | →    |
| 2009年6月26日  | 59位 | ↓    | 34位          | ↓    |
| 2009年9月25日  | 59位 | →    | 34位          | →    |
| 2009年12月18日 | 62位 | ↓    | 36位          | ↓    |

## 選手
2009年度UEFA女子選手権予備予選ラウンド(2006年11月18日 - 26日)時　招集メンバー
GK
- ナディーナ・ショイキーナ (Nadina Shoikina)
- オクサナ・ゼレズニャク (Oxana Zheleznyak)

DF
- ナデジダ・アリャキーナ (Nadezhda Alyakina)
- アイゲリム・ビッセムバイェーヴァ (Aigerim Bissembayeva)
- オクサナ・チュシュツェンコ (Oxana Chshuzenko)
- イェカテリーナ・クラスユコヴァ (Yekaterina Krassyukova)
- イェカテリーナ・ヤローヴァ (Yekaterina Yalova)

MF
- ナターリャ・イヴァノヴァ (Natalya Ivanova)
- ベガイム・キルギツバエヴァ (Begaim Kirgizbaeva)
- イェレナ・メレシェノク (Yelena Mereshenok)
- クリスティナ・ストルポフスカヤ (Kristina Stolpovskaya)
- ニナ・テテリーナ (Nina Teterina)

FW
- イリーナ・ビルヴァーゲン (Irina Birvagen)
- サウーレ・カリバイェヴァ (Saule Karibayeva)
- ラリッサ・リー (Larissa Li)
- マリーヤ・ヤローヴァ (Mariya Yalova)